# أبو الفتح الكراجكي
الشيخ أبو الفتح محمّد بن علي بن عثمان الكراجكي (ت. 449 هـ). هو رجل دين وفقيه شيعي وعالمٌ في النحو والطب، وقد كُتبت له العديد من التراجم في كتب الشيعة، وهو محل توثيق عند كبار رجاليي الشيعة ومؤرّخيهم، وقد ترجم له حتّى بعض السُنّة كالذهبي(1) والصفدي(2) واليافعي(3) وغيرهم.(4) وكانت له العديد من المنازعات الكلامية مع العديد من الطوائف والأديان الأخرى، وبالخصوص الإسماعيلية، وأرجع له البعض الدور البارز في مقاومة الإسماعيلية في فترة بروز الدولة الفاطمية.

## مؤلفاته
| - كنز الفوائد. - الاستنصار في النص على الأئمّة الأطهار. اختلف في ضبط اسمه فقد ضبطه البعض باسم الاستبصار وليس الاستنصار، لكن الاستنصار هو الاسم الأكثر شيوعاً وتداولاً لهذا الكتاب. - القول المبين عن وجوب مسح الرجلين. - نظم الدرر في مبنى الكواكب والدرر. - رياضة العقول في مقدمات الأصول. - معدن الجواهر ورياضة الخواطر. - روضة العابدين ونزهة الزاهدين. - رسالة التعريف بحقوق الوالدين. - الأصول في مذهب آل الرسول. - مزيل اللبس ومكمل الأنس. - ردع الجاهل وتنبيه الغافل. | - التعجب من أغلاط العامة في مسألة الإمامة. ذكره آغا بزرگ الطهراني في الذريعة واصفاً إياه بما نصّه: ”ذكر فيه مناقضات أقوالهم ومنافرات أفعالهم في عاشوراء وتبجيل ذرية من نال من الحسين الشهيد شيئا مثل بنى السراويل، وبنى السنان، والطشقيين، والقضيبين وغيرهم“. - دليل النص بخبر الغدير. - التلقين لأولاد المؤمنين. - الاختيار من الأخبار. اختصارٌ لكتاب الأخبار الذي ألّفه القاضي النُعمان المغربي. - تهذيب المسترشدين. - الإبانة عن المماثلة. - الغاية في الأصول. - نصيحة الإخوان. - رياض الحكم. |

## وصلات خارجية
- الكراجكي - محمد بن علي بن عثمان - جعفر المهاجر

## هوامش
- 1 - قال الذهبي عن الكراجكي: ”أبو الفتح الكراجكي شيخ الشيعة.. وكان من فحول الرافضة، بارع في فقههم وأصولهم، نحوي، لغوي، منجّم، طبيب، رحل إلى العراق ولقي الكبار كالمرتضى“، كما ذكره في كتابه سير أعلام النبلاء وقال: ”شيخ الرافضة وعالمهم أبو الفتح ; محمد بن علي، صاحب التصانيف“.[8]

- 2 - قال الصفّدي في كتابه الوافي بالوفيات واصفًا الكراجكي: ”شيخ الشيعة.. وكان من فحول الرافضة، بارعاً في فقههم، لقي الكبار مثل المرتضى“.[1]
- 3 - وصف اليافعي في كتابه مرآة الجنان الكراجكي بقوله: ”رأس الشيعة، صاحب التصانيف، كان نحوياً لغوياً، منجماً، طبيباً، متكلماً، من كبار أصحاب الشريف المرتضى“.
- 4 - ممن ذكر الكراجكي من السُنّة كذلك، خير الدين الزركلي في أعلامه حيث قال: ”محمد بن علي بن عثمان الكراجكي، أبو الفتح: باحث إمامي. من كبار أصحاب الشريف المرتضى“.[3] وعمر كحالة في معجم المؤلّفين حيث قال: ”محمد بن علي بن عثمان الكراجكي، الخيمي، نزيل الرملة (أبو الفتح) نحوي لغوي، طبيب، متكلم، منجم، فرضي“.[9]